# Nematopogon robertella
Nematopogon robertella là một loài bướm đêm thuộc họ Adelidae. Nó được tìm thấy ở châu Âu.
Sải cánh dài 14–16 mm. The moth gặp ở cuối tháng 5 đến tháng 6 tùy theo địa điểm.
Ấu trùng ăn Bilberry.

## Hình ảnh

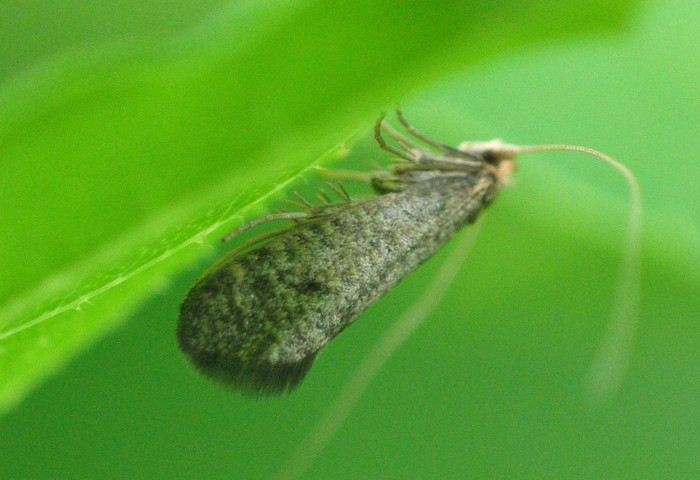
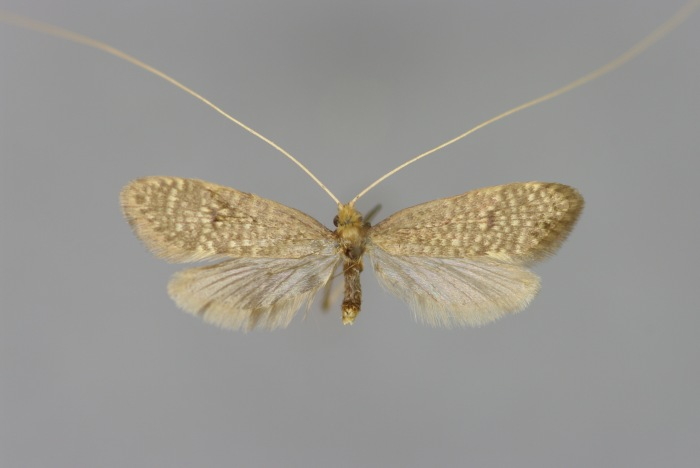